# Howard Ferguson (Komponist)
Howard Ferguson (* 21. Oktober 1908 in Belfast; † 31. Oktober 1999 in Cambridge) war ein irischer Komponist.
Der Sohn eines Bankiers hatte als Kind Klavier- und Violinunterricht. Bei seiner Teilnahme an einem Klavierwettbewerb 1922 wurde er von dessen Leiter Harold Samuel entdeckt, der ihn als Schüler nach London holte. Ab 1924 studierte er am Royal College of Music Komposition bei R. O. Morris und Ralph Vaughan Williams und Dirigieren bei Malcolm Sargent; daneben nahm er weiter privaten Klavierunterricht bei Samuel. 
Seit Anfang der 1930er-Jahre verband Ferguson eine Freundschaft mit dem Komponisten Gerald Finzi; ihr Briefwechsel wurde 2001 unter dem Titel Letters of Gerald Finzi and Howard Ferguson veröffentlicht. Es entstand in dieser Zeit eine Reihe kammermusikalischer Werke, darunter die Erste Violinsonate und ein Oktett. Seit Beginn des Zweiten Weltkrieges assistierte er Myra Hess bei der Veranstaltung der National Gallery Concerts, in deren Verlauf nahezu 1700 Programme aufgeführt wurden.
Nach dem Krieg wandte sich Ferguson erneut der Komposition zu. Daneben begann er eine erfolgreiche Karriere als musikalischer Partner des Pianisten Denis Matthews und des Geigers Yfrah Neaman. Von 1948 bis 1963 unterrichtete er an der Royal Academy of Music, wo Susan Bradshaw, Richard Rodney Bennett, Francis Burt und Cornelius Cardew zu seinen Studenten gehörten.
1959 gab Ferguson das Komponieren auf. Seit Ende der 1950er-Jahre war er auch als Musikwissenschaftler aktiv und produzierte eine Anzahl von Ausgaben früher Klaviermusik. 1978/79 erschien seine Gesamtausgabe der Klaviersonaten Schuberts.

## Werke
- Five Irish Folktunes für Cello oder Viola und Klavier, 1927
- Two Ballads für Bariton und Orchester op. 1, 1928–32[2]
- Short Symphony d-moll, 1931 (nach der Uraufführung zurückgezogen und vernichtet)[3]
- Sonata No. 1 für Violine und Klavier op. 2, 1931[2]
- Three Sketches for flute, 1932
- Three Medieval Carols für Stimme und Klavier, 1932–33
- Four Short Pieces für Klarinette und Klavier, 1932–36
- Octet für Klarinette, Fagott, Horn, Streichquartett und Kontrabass op. 4, 1933[2][4]
- Five Pipe Pieces, 1934–35
- Partita für Orchester op. 5 a, 1937[2]
- Partita für zwei Klaviere op. 5 b, 1935–36[5]
- Sonata in F minor für Klavier op. 8, 1938–40[5]
- Four Diversions on Ulster Airs für Orchester op. 7, 1939–42[2]
- Five Bagatelles für Klavier op. 9, 1944[5]
- Sonata No. 2 für Violine und Klavier op. 10, 1946[2]
- Chauntecleer, Ballett, 1948
- Concerto for piano and string orchestra op. 12, 1950–51[2][5]
- Discovery, Liederzyklus op. 13, 1951 (fünf Lieder nach Texten von Denton Welch, Aufnahme mit Kathleen Ferrier)
- Two Fanfares für vier Trompeten und drei Posaunen, 1952
- Overture for an Occasion, 1952–53
- Lovely Armoy für vierstimmigen gemischten Chor, 1954
- Amore langueo, Kantate für Tenor, Chor und Orchester op. 18, 1955–56
- Five Irish Folksongs for voice and piano, 1956
- The Dream of the Rood, Kantate für Sopran, Chor und Orchester op. 19, 1959[6][2]
- Love and Reason für Countertenor und Klavier, 1958, 1993

## Schriften
- mit R. O. Morris: Preparatory exercises in score-reading, London, Oxford University Press, 1931
- mit Denise Lassimonne: Myra Hess: by her friends, London, Hamish Hamilton, 1966
- Keyboard interpretation from the 14th to the 19th century: an introduction, London, Oxford University Press, 1975
- Entertaining solo: a cookbook for the single host, Cambridge, H. Ferguson, 1995
- Music, Friends and Places: A Memoir, London, Thames, 1997
- Letters of Gerald Finzi and Howard Ferguson, Woodbridge, Boydell & Brewer, 2001